# John Lyon, IV conte di Strathmore e Kinghorne
John Lyon, IV conte di Strathmore e Kinghorne (Castello di Huntly, 8 maggio 1663 – 10 maggio 1712), è stato un nobile scozzese.

## Biografia
Era il figlio di Patrick Lyon, III conte di Strathmore e Kinghorne, e di sua moglie, Helen Middleton .
Nel 1695 successe al padre nella contea.

## Matrimonio
Sposò, il 21 settembre 1691, Lady Elizabeth Stanhope, figlia di Philip Stanhope, II conte di Chesterfield. Ebbero dieci figli:
- Patrick Lyon, Lord Glamis (1692-1709);
- Philip Lyon, Lord Glamis (29 ottobre 1693-18 marzo 1712);
- Lady Helen Lyon (8 gennaio 1695-19 dicembre 1723), sposò Robert Stuart, VII conte di Blantyre, ebbero un figlio;
- John Lyon, V conte di Strathmore e Kinghorne (27 aprile 1696-13 novembre 1715);
- Lady Mary Lyon (16 aprile 1697-26 maggio 1780);
- Charles Lyon, VI conte di Strathmore e Kinghorne (12 luglio 1699-11 maggio 1728);
- Hendrie Lyon (1º luglio 1700);
- James Lyon, VII conte di Strathmore e Kinghorne (24 dicembre 1702-4 gennaio 1735);
- Thomas Lyon, VIII conte di Strathmore e Kinghorne (6 luglio 1704-18 gennaio 1753);
- Lady Catherine Lyon (24 aprile 1707).

## Morte
Morì il 10 maggio 1712, all'età di 49 anni.